# Australischer Feuer-Prachtkäfer
Der Australische Feuer-Prachtkäfer (Merimna atrata) ist eine Käferart aus der Familie Buprestidae innerhalb der Unterordnung Polyphaga. Die Gattung Merimna ist monotypisch und gehört in die Unterfamilie Buprestinae. Nachdem Merimna Anfang der 2000er Jahre zunächst in den Tribus Chryosbothrini eingeordnet wurde, wird er aktuell nun dem Tribus Melanophilini zugeordnet. Der wissenschaftliche Name besagt mit Bezug auf die Färbung „geschwärzte Kümmernis“. Als Verhaltensbesonderheit ist zu nennen, dass der Käfer von Waldbränden angelockt wird und unmittelbar nach einem Feuer z. T. massenhaft auf der frischen Brandfläche angetroffen werden kann. Diese Verhalten wird auch pyrophil bezeichnet.

## Merkmale
Der bis zu 20 Millimeter lange Prachtkäfer bewohnt Australien (nicht Tasmanien) sowie Papua-Neuguinea. Während die Käfer als omnivor bezeichnet werden können und z. B. auf frischen Brandflächen durch das Feuer abgetötete Insekten und auch kleinere Wirbeltiere fressen, leben die Larven phytophag in und an Eucalyptus-Bäumen (etwa Corymbia calophylla). Merimna ähnelt in Form und Färbung dem ebenfalls pyrophilen holarktischen Schwarzen Kiefernprachtkäfer Melanophila acuminata, der ebenfalls dem Tribus Melanophilini zugeordnet wird. Die Elytren weisen mehrere zum Teil gekrümmte glänzenden Längsleisten auf. Die Schulterecken des Pronotum sind deutlicher ausgebildet als bei Melanophila-Arten.

## Entwicklung
Die Käfer beiderlei Geschlechts werden von Waldbränden angelockt und besiedeln eine frische Brandfläche sofort. Die Fernanlockung erfolgt dabei offensichtlich olfaktorisch, da nur Brände in Eukalyptuswäldern angeflogen werden. Die frische Brandfläche zeichnet sich in den ersten 3–4 Tagen häufig durch Stellen aus, an denen umgestürzte Bäume oder Äste langsam verbrennen und daher Rauch abgeben. Zudem existieren heiße Aschefelder, die visuell nicht erkannt werden können. Im Schutze dieser „aktiven“ Brandfläche findet nun innerhalb von wenigen Tagen das gesamte Fortpflanzungsverhalten von Merimna statt (d. h. Partnerfindung, Kopulation und Eiablage). Die Weibchen legen ihre Eier nach der Begattung oft noch an glimmende, rauchende Stämme. Dabei werden jedoch heiße Stellen („hot spots“) mit Temperaturen von mehr als 45 °C zuverlässig vermieden, da Merimna - ähnlich wie auch Menschen- höhere Oberflächentemperaturen nicht tolerieren kann. Vor einer Landung auf einem „hot spot“ werden die Käfer von ihren Infrarotorganen geschützt. Die farblosen Larven sind, wie bei Prachtkäfern üblich, „löffelförmig“ (mit sehr breitem Prothorax). Sie fressen im Bast der genannten Bäume gewundene Gänge von ovalem Querschnitt. Die Larve bereitet mit ihren kräftigen Mandibeln auch noch das ovale Schlupfloch für den Käfer vor, ehe sie sich verpuppt. In ungeschädigten Bäumen ist diese Entwicklung kaum möglich, da dem Baum Abwehrmechanismen zur Verfügung stehen, besonders das Harz. Feuer ist aber von Natur aus ein wichtiger Faktor der Ökologie vieler Eucalyptus-Arten und wurde vom Menschen noch gefördert.

## Die Infrarot-Sinnesorgane
Anders als beim Schwarzen Kiefernprachtkäfer sitzen die Infrarot-Sensillen hier seitlich an den Sterniten (Bauchplatten) des Abdomens, und zwar vorwiegend am zweiten und dritten Hinterleibsring (undeutlicher können sie auch am ersten, vierten und fünften noch zu finden sein,) jeweils in (also gewöhnlich vier) rundlichen, konkaven Platten. Auch der Feinbau weicht ab – die Innervierung erfolgt nur durch je einen zerteilten Dendriten. Das Funktionsprinzip ist aber das gleiche wie bei Melanophila: ein enger Bereich der IR-Strahlung erwärmt Cuticular-Strukturen, deren Ausdehnung die Dendriten-Enden mechanisch reizt. Es kommt daher vor, dass er durch anthropogene, inadäquate Reize wie Quecksilberdampflampen angelockt wird und massenhaft verunglückt. Ein Luftpolster dient der thermischen Isolierung von der Hämolymphe des Tieres. Das Organ ähnelt sogar etwas den Thermosensoren (vgl. Grubenorgan) am Schnauzenvorderende der Klapper- und Riesenschlangen (Crotalidae und Boidae) – feinste Temperaturerhöhungen werden wahrgenommen. Insgesamt ist festzustellen, dass die Entwicklungshöhe des Organs bei Melanophila schon höher als bei Merimna ist, was damit zusammenhängen mag, dass in Australien Wald- und Buschfeuer generell von größerer ökologischer Relevanz sind als in der Holarktis – und daher leichter anzutreffen.

## Belege
1. ↑  C.L. Bellamy: Coleoptera: Buprestoidea. In: W.W.K. Houston (Hrsg.): Zoological Catalogue of Australia. Volume 29.5. CSIRO Publishing, Melbourne 2003, S. 1–485.
2. ↑  C.L. Bellamy: A World Catalogue and Bibliography of the Jewel Beetles (Coleoptera: Buprestoidea). Pensoft Publishers, Sofia 2008.
3. ↑  A. Slipinski, J. F. Lawrence: Australian Beetles Archostemata, Myxophaga, Adephaga, Polyphaga (part). Vol. 2. CSIRO Publishing, Clayto South, Australia 2019.
4. ↑  (siehe auch: Species Merimna atrata (Gory & Laporte, 1837), Australian Faunal Directory; Merimna - Wikispecies)
5. ↑  E. B. Poulton: The habits of the Australian buprestid "fire-beetle" Merimna atrata, Lap. et Gory. In: Transactions of the Entomological Society of London (Proceedings). Part 1. 1915, S. 3 - 4.
6. ↑  C.L. Bellamy: A World Catalogue and Bibliography of the Jewel Beetles. Vol. 3. Pensoft Publishers, Sofia 2008.
7. ↑  A. Schmitz, E.S. Schneider, H. Schmitz: Behaviour of the Australian ´fire-beetle` Merimna atrata (Coleoptera: Buprestidae) on burnt area after bushfires. In: Records of the Western Australian Museum. Band 30, 2015, S. 1 - 11 (Online).
8. ↑  B. Weißbecker, S. Schütz: Insect Olfaction as a Natural Blueprint of Gas Sensors? In: Gas Sensing Fundamentals. 2014, S. 47–66.
9. ↑  S. Paczkowski et al.: Biomimetic gas sensors for large-scale drying of wood particles. In: Bioinspiration, Biomimetics, and Bioreplication. Vol. 7975. SPIE, 2011, S. 20 - 27.
10. ↑  Life on burnt areas after bushfires: The behaviour of pyrophilous beetles, auf youtube.com
11. ↑   T.J. Hawkeswood (2007): Review of the biology of the genus Merimna Saunders 1868 (Coleoptera: Buprestidae).- Calodema 9: 12–13.
12. ↑   T. Mainz, A. Schmitz, H. Schmitz (2004): Variation in number and differentiation of the abdominal infrared receptors in the Australian 'fire-beetle' Merimna atrata (Coleoptera, Buprestidae).- Arthropod structure & development 33: 419–430.
13. ↑  H. Schmitz, A. Schmitz, H. Bleckmann (2000): A new type of infrared organ in the Australian "fire-beetle" Merimna atrata (Coleoptera: Buprestidae).- Naturwissenschaften 87: 542–545.
14. ↑   H. Schmitz, S. Trenner (2003): Electrophysiological characterization of the multipolar thermoreceptors in the "fire-beetle" Merimna atrata and comparison (etc.).- Journal of comparative physiology A: Neuroethology, sensory, neural, and behavioral physiology 189: 715–722.
15. ↑  T. J. Hawkeswood (2007): Review of the biology of the genus Merimna Saunders 1868 (Coleoptera: Buprestidae).- Calodema 9: 12–13.
16. ↑   H. Schmitz, A. Schmitz, H. Bleckmann (2001): Morphology of a thermosensitive multipolar neuron in the infrared organ of Merimna atrata (Coleoptera, Buprestidae).- Arthropod structure & development 30: 99–111.